# Qui pluribus
Qui Pluribus je papeška okrožnica (enciklika), ki jo je napisal papež Pij IX. leta 1846.
V okrožnici je papež obsodil prepričanje, da je razlog pomembnejši od vere ter politični liberalizem, verski indefirencializem, pri čemer se je predvsem osredotočil na carbonare in prostozidarje.